# Hell Diver
Hell Diver ist die Bezeichnung eines Stahlachterbahnmodells des Herstellers Zierer Rides, welches erstmals 1986 ausgeliefert wurde. Neben den Auslieferungen an verschiedene Freizeitparks weltweit, wurde die Anlage auch an Schausteller ausgeliefert. Die letzte sich in Betrieb befindende stationäre Achterbahn ist Drachen Höhle im Freizeit-Land Geiselwind.

## Technische Daten
Die 384 m lange Strecke, die sich über einer Grundfläche von 33,3 m × 31 m erstreckt, erreicht eine Höhe von 6,9 m. Abgesehen von der Station, dem Lifthill und der Schlussbremse befindet sich die Strecke unter einer 12,6 m hohen Kuppel von 24,5 m Durchmesser. In dieser Kuppel ist bis auf einige Lichteffekte kein Licht, womit die Bahn zur Kategorie der Dunkelachterbahnen zählt. Die elektrische Leistung der Anlage beträgt 40 kW zuzüglich 63 kW für die Beleuchtung.

## Wagen
Das Achterbahnmodell besitzt bis zu neun einzelne Wagen, in denen vier Personen hintereinander Platz nehmen können.

## Standorte
| Achterbahn    | Betreiber                | Land        | Eröffnung      | Schließung         |
| ------------- | ------------------------ | ----------- | -------------- | ------------------ |
| Black Hole    | Traumlandpark            | Deutschland | 1989           | 1989               |
| Black Hole    | Freizeit-Land Geiselwind | Deutschland | 12. April 2014 | 14. September 2014 |
| Drachen Höhle | Freizeit-Land Geiselwind | Deutschland | 13. April 2019 |                    |